# Paul-Antoine Bénazet
Pour les articles homonymes, voir Bénazet.
Paul-Antoine-Théodore Bénazet est un homme politique français, né le 22 novembre 1843 à Paris et mort le 22 décembre 1920 à Mérigny (Indre).

## Biographie
Il est fils de Louis-Marie-Joseph-Théodore Bénazet (1805-1846), homme de lettres, docteur en droit, avocat, avoué à la Cour Royale, collaborateur au Journal des Débats, chef de bataillon de la Garde nationale de Paris, et de Louise Carlier, à qui Rossini écrit un album de musique pour son mariage en 1835. Il est le petit-fils de Jacques Bénazet, né le 3 décembre 1778 à Foix, fermier des jeux de Paris, créateur du casino de Baden Baden.
Il accomplit ses études classiques au lycée Condorcet, suit les cours de la Faculté de Droit et, reçu, licencié, entra comme élève à l'École nationale des beaux-arts, dans la section d'architecture. 
En 1888, il prit la direction du Public, dont le rédacteur en chef était Ernest Dréolle. 
Pendant la guerre franco-allemande, engagé volontaire, il devint capitaine au 2e bataillon de la garde mobile de l'Indre (armée de la Loire) et prit part à toute la campagne, en juillet 1912, il remet une médaille aux anciens mobiles du Blanc.
Il est maire de Mérigny et conseiller général. Il est député bonapartiste de l'Indre de 1878 à 1891 et sénateur de l'Indre de 1891 à 1897, siégeant à droite. 
Le 15 février 1891, candidat conservateur, il fut élu sénateur de l'Indre, par 312 voix contre 296 à M. Brunet républicain, et en remplacement de M. le comte de Bondy décédé. Il fut membre, pendant plusieurs années, de la Commission de l'Armée et rapporteur de diverses propositions de loi militaires. 
Il est le père de Paul Bénazet, député et sénateur de l'Indre et d'Édouard Bénazet, médecin et maire de Mérigny.
Il est inhumé au cimetière Montmartre, 25e division, chapelle de la famille près de l'escalier Samson, il repose avec ses parents et ses deux fils, son épouse, Mathilde Blavet  est inhumée à Mérigny.

## Sources
- « Paul-Antoine Bénazet », dans Adolphe Robert et Gaston Cougny, Dictionnaire des parlementaires français, Edgar Bourloton, 1889-1891 [détail de l’édition]
- « Paul-Antoine Bénazet », dans le Dictionnaire des parlementaires français (1889-1940), sous la direction de Jean Jolly, PUF, 1960 [détail de l’édition]
- C.E. Curinier, Dictionnaire national des contemporains, 1914
- L'Indépendant du Berry ; édition spéciale du Blanc ; 21 juillet 1912, remise de médailles aux mobiles du Blanc